# گابور توتولا
گابور توتولا (انگلیسی: Gábor Totola؛ زادهٔ ۱۰ دسامبر ۱۹۷۳) ورزشکار شمشیربازی اهل مجارستان است.
وی در مسابقات کشوری و بین‌المللی در مجموع برندهٔ ۱ مدال نقره شده‌است.